# Scarborough Shooting Stars
Gli Scarborough Shooting Stars sono una franchigia professionista di basket di Toronto, in Canada. Giocano nel  CEBL e il loro impianto casalingo è il Toronto Pan Am Sports Centre nel distretto di Scarborough. Fondati nel 2021, gli Shooting Stars son la prima squadra professionista di Scarborough.

## Storia
Gli Scarborough Shooting Stars nascono il 6 agosto 2021, sotto l proprietà di Nicholas “Niko” Carino (co-fondatore dell'etichetta discografica OVO Sound) e di Sam Ibrahim (membro fondatore del venture capital firm Playground Global). Sono l'ottava franchigia della lega e hanno fatto il loro debutto nella stagione 2022. 
Sono la prima franchigia della Grande Toronto.
Chris Exilus, nativo di Scarborough, diventa il primo head coach della squadra. 
In maggio gli Shooting Stars hanno attirato i riflettori internazionali dopo aver messo sotto contratto il rapper internazionale Jermaine Cole (conosciuto anche come J.Cole). Altri giocatori di rilievo della stagione di debutto sono stati Jalen Harris e Xavier Rathan-Mayes.